# Памятник гетману Мазепе (Мазепинцы)
Памятник гетману Мазепе (укр. Пам'ятник гетьману Мазепі) — первый на Украине памятник гетману Ивану Степановичу Мазепе, установленный 6 ноября 1994 года в селе Мазепинцах Киевской области Белоцерковского района.  Скульптор — Е. Горбань.

## История памятника
Инициатором установки памятника  и его спонсором выступил известный украинский меценат Марьян Коц, проживающий в США.
Установка памятника проходила под эгидой Международного образовательного фонда им. Ярослава Мудрого, который возглавляет Валентина Стрилько. Автором проекта этого памятника стал скульптор Е. Горбань.
6 ноября 1994 года в присутствии руководителей государства, иностранных послов, представителей политических партий и общественных организаций памятник был открыт.
По словам старшего научного сотрудника института истории НАН Украины Ольги Ковалевской,  это событие имело большое значение для всего украинского общества, поскольку за этими торжествами стояло официальное признание гетмана И. Мазепы выдающимся государственным и духовным деятелем Украины.